# Orion Metcalf Barber

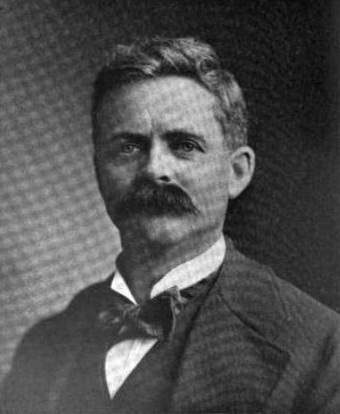
Orion Metcalf Barber

Orion Metcalf Barber (* 13. Juli 1857 in Jamaica, Vermont; † 28. März 1930 in Bennington, Vermont) war ein US-amerikanischer Richter und Politiker, der von 1898 bis 1902 State Auditor von Vermont war.

## Leben
Orion Metcalf Barber wurde in Jamaica, Vermont als Sohn von Emmons Daniel Barber und Lucia A. Pierce Barber geboren. Er besuchte die Bernardston Academy im Franklin County, Massachusetts, das Leland and Gray Seminary in Townshend, Vermont und das Perkins Institute in Woodstock, Vermont. Nachdem er einige Jahre als Lehrer und School Superintendent in Arlington, Vermont gearbeitet hatte, besuchte er die Albany Law School und studierte Rechtswissenschaften. Seinen Abschluss machte er im Jahr 1882 und anschließend arbeitete er sechs Jahre zusammen mit seinem Ausbilder an der Albany Law School James K. Batchelder in einer Partnerschaft. Anschließend war er acht Jahre alleine tätig. Im Jahr 1896 wurde er Partner von Charles Hial Darling.
Nachdem Darling im Jahr 1901 zum Assistant Secretary of the Navy ernannt worden war, führte Barber die Kanzlei zumeist alleine. Es gab Niederlassungen in Arlington und Bennington und die Kanzlei war für ihre Büchersammlung bekannt.
Als Mitglied der Republikanischen Partei war Barber von 1886 bis 1887 District Attorney im Bennington County. Im Jahr 1892 wurde er Mitglied des Repräsentantenhauses von Vermont und des Ausschusses, der die Satzung von Vermont überarbeitete. Zwei Jahre später wurde er im Jahr 1894 Mitglied des Senats von Vermont und Vorsitzender des Ausschusses der die Veröffentlichung der Satzung durchführte. Im gleichen Jahr wurde er von Gouverneur Urban A. Woodbury und bestätigt durch den Senat von Vermont für zwei Jahre zum Eisenbahnkommissar ernannt. Zum State Auditor wurde er im Jahr 1898 gewählt und dieses Amt hatte er bis 1902 inne.
In der Republikanischen Partei war Barber ein aktives Mitglied. So war er im Jahr 1896 Delegierter der National Convention, auf der der später im Amt ermordete William McKinley für die Präsidentschaft nominiert wurde. Barber war Vorsitzender des Ausschusses für Steuern von 1906 bis 1908, Vorsitzender des Ausschusses für die Veröffentlichung des 
Digest Vermont Reports im Jahr 1909 und wurde im Jahr 1910 zum Richter am U.S. Court of Customs Appeals.
Er war Mitglied der Freimaurer, gehörte dem Commandery and Mystic Shrine und dem Order of Elks an.
Barber heiratete am 30. Juni 1898 Alice Mabel Norton (1868–1952). Das Paar hatte drei Kinder, die Zwillingstöchter Lucia Pierce Barber und Mab Norton Barber und den Sohn Norton Barber. Er starb am 28. März 1930 in Bennington, Vermont. Sein Grab befindet sich auf dem Park Lawn Cemetery in Bennington.